# نعمت‌الله صالحی نجف‌آبادی
نعمت‌الله صالحی نجف‌آبادی (زاده ۱۳۰۳ در نجف‌آباد اصفهان – درگذشته ۱۶ اردیبهشت ۱۳۸۵ در تهران) مجتهد، متکلم، تاریخ پژوه و فقیه شیعه بود.
برخی از صالحی نجف‌آبادی به عنوان پیش‌گام روشنفکری درون دینی معاصر یاد کرده‌اند.

## دیدگاه‌ها
صالحی نجف‌آبادی بر اهمیت مبانی کلامی و اخلاقی شریعت اسلام و لزوم تطبیق فقه و اصول با آن‌ها تأکید داشت و در رویکرد اجتهادی خود، بر اهمیت دلایل عقلی و نقلی معتبر و بی‌اعتباری بسیاری از احکامی که به استناد اجماع و «ادعای اجماع» صادر شده، اصرار داشت که این امر، منشأ مخالفت‌های بی‌شماری با آراء و نظرات او شد.
وی، به پیروی از سید حسین طباطبایی بروجردی بر اهمیت فقه مقارن و تقریب‌گرایی و عدم تعصب در مواجهه با دستاوردهای فقهی اهل سنت اصرار می‌ورزید. او همچنین، بر لزوم بازخوانی تاریخ و تأثیر آن در کشف حقایق شریعت واقف بود و به همین جهت در تاریخ و «علم رجال» تبحر داشت و بخشی از تحقیق خود در مورد احادیث مجعوله را در کتاب «غلو» و برخی مقالات دیگر آورده‌است.
از دید وی، دانستن تمام علوم لازمه امامت امامان نیست و امامان تنها آگاه به همه احکام اسلام و امور اجتماعی و سیاسی هستند و علم آنها در موارد دیگر استثنایی است و عمومیت ندارد. وی برای اثبات نظر خود بر روایات، قرآن، نظر علمای پیشین (شیخ مفید و شیخ طوسی، علامه حلی و سید مرتضی) استناد می‌کند. از دید وی، آگاهی به امور غیبی در مواردی خاص به خواست خدا به امامان و پیامبر الهام می‌گردد و عمومیت ندارد.

## شاگردان
از جمله کسانی که در کلاس درس وی حاضر می‌شدند عبارت بودند از: محمدرضا مهدوی کنی، اکبرهاشمی رفسنجانی، محمد محمدی گیلانی، محفوظی، حسن صانعی، حسن لاهوتی اشکوری، محمدمهدی ربانی املشی، موسوی یزدی، امامی کاشانی، محمد علی کوشا، ایاد الرکابی،حسین انصاریان و…
اکبر هاشمی رفسنجانی در معرفی استادان خویش می‌گوید:

اساتید ما البته زیاد بودند ولی آنهایی که بیشتر روی ما تأثیر می‌گذاشتند یکی حسینعلی منتظری بودند البته در سطوح بالاتر و در مقدمات [نیز] مرحوم سعیدی و آقایانی که زنده هستند: صالحی نجف آبادی، علی مشکینی، آقای مجاهد، آقای سلطانی و آقای فکور که واقعاً زاهد و مردان پاکی بودند.
در تابستان سال ۱۳۸۵ محمدعلی کوشا که از شاگردان و دوستان نزدیک صالحی نجف آبادی است، به همراه محسن کدیور و محمدعلی ایازی اقدام به تأسیس بنیادی برای تنظیم و نشر آثار صالحی نجف آبادی تحت عنوان بنیاد صالح نمودند. هر چند فعالیت این بنیاد به دلایلی تداوم نیافت اما همزمان با دهمین سالگرد در گذشت ایشان، کانال تلگرامی نعمت صالح به منظور نشر اندیشه و آراء ایشان راه اندازی شد.

## آثار
- شهید جاوید
- ترجمه قرآن
- نگاهی به حماسهٔ حسینی
- حدیث‌های خیالی در تفسیر مجمع البیان به همراه چهار مقاله تفسیری
- ولایت فقیه، حکومت صالحان
- غلو، درآمدی بر افکار و عقاید غالیان در دین
- جمال انسانیت، یا، تفسیر سوره یوسف
- قضاوت زن در فقه اسلامی همراه چند مقاله دیگر
- جهاد در اسلام
- مجموعه مقالات سیاسی، تاریخی، اجتماعی
- پژوهشی جدید در چند مبحث فقهی
- عصای موسی، یا، درمان بیماری غلو

## شهید جاویدونگاهی به حماسه حسینی
دو کتاب شهید جاوید و نگاهی به حماسهٔ حسینی مربوط به واقعهٔ عاشورا هستند، که در زمان انتشار (۱۳۴۷ خورشیدی) مناقشات و مباحثات بسیاری را در محافل مذهبی برانگیختند. صالحی نجف‌آبادی در این دو کتاب، نظریهٔ شیخ طوسی و سید مرتضی از علمای شیعه را در مورد قیام حسین بن علی، از روی اجتهاد و تحقیق پذیرفته و فلسفهٔ این قیام را برپایی حکومت اسلامی دانسته و برخی از اظهار نظرها مبنی بر اشتباه حسین بن علی یا این ادعا که امام سوم شیعیان به قصد اینکه خود را به کشتن دهد، به سوی کربلا حرکت کرد را مردود دانسته‌است.∗ همچنین بسیاری از باورهای رایج پیرامون واقعه عاشورا را آمیخته به خرافات، عوامانه و نادرست می‌داند و سعی نموده تاریخ عاشورا را به صورت علمی و تحلیلی بازخوانی نماید.
حمید عنایت استاد فلسفه سیاسی در کالج سنت آنتونیِ دانشگاه آکسفورد در کتاب اندیشه سیاسی در اسلام معاصر از صالحی نجف آبادی و اثر شهید جاوید به عنوان نمونه کم‌نظیر در میان تحقیقات و پژوهشهای اسلامی معاصر یاد می‌کند که برخلاف سایر آثار مشابه که نوعاً به صورت خطابه، غیرعلمی و بدون استنتاجات تحلیلی هستند، اثری نسبتاً محققانه و تحلیلی محسوب می‌شود 
کتاب شهید جاوید در زمان انتشارش در سال ۱۳۴۷ خورشیدی، توسط حسینعلی منتظری و علی مشکینی تقریظ و تأیید شد و همین امر در ترویج و نیز مناقشات مربوط به آن و همچنین سیاسی شدنش، بسیار مؤثر بود
بنا بر وصیت صالحی نجف آبادی، انتشار سایر آثار، دست نوشته‌ها و مخطوطات ایشان، با نظارت، تصحیح و ویرایش دوست و شاگردش محمدعلی کوشا صورت پذیرد.
در تابستان ۱۳۹۷ برای نخستین بار، چهار دفتر از مجموعه مخطوطات نعمت‌الله صالحی نجف آبادی با تصحیح، تحقیق و ویرایش محمدعلی کوشا و توسط انتشارات کویر در چهار مجله به چاپ رسید.